# ドリフターズですよ!盗って盗って盗りまくれ
『ドリフターズですよ!盗って盗って盗りまくれ』（ドリフターズですよとってとってとりまくれ）は、1968年4月10日に東宝系で公開された日本映画。カラー。シネマスコープ。東京映画・渡辺プロ作品。

## 概要
『ドリフターズですよ!シリーズ』第2作。本作は松竹で『全員集合!シリーズ』を監督している渡邊祐介が監督と、脚本の一部を担当、そして本作はシリーズでは唯一、そして渡辺プロ映画では珍しい、傍系の東京映画が製作している。
内容は、石川五右衛門の末裔・石川五六造（いかりや）の元に4名のコソ泥が現れ、五六造と共に立派な泥棒になるべく修行をし、後半では金塊強奪を図ろうとするものである。
東京映画の『駅前シリーズ』のレギュラー・フランキー堺が助演、そしてドリフが「ザ・グレターズ」というグループ・サウンズ役で二役出演となる。

## スタッフ
- 製作：佐藤一郎、椎野英之
- 原作：池田一朗
- 脚本：渡邊祐介、東盛作
- 監督：渡邊祐介
- 撮影：村井博
- 音楽：宮川泰
- 美術：加藤雅俊
- 照明：今泉千仭
- 録音：長岡憲治
- スチル：広瀬千鶴
- タイトル漫画：加藤芳郎

## 出演者
- 石川五六造：いかりや長介（ザ・ドリフターズ）
- マンホール：荒井注（同上）
- ブウ太：高木ブー（同上）
- メガネ：仲本工事（同上）
- チョロ：加藤茶（同上）
- ユキ：酒井和歌子
- 坂井：フランキー堺
- 孫五九：藤村有弘
- 林田：左とん平
- サリー：木ノ実ナナ
- メリー：小山ルミ
- マリー：川村直樹
- 宋紅玉：水木梨恵
- ピンク映画の監督：大屋満
- ピンク映画の男優：須賀良
- ピンク映画の女優：金子勝美
- 下着工場の婆さん：加藤欣子
- 狸山土左衛門：スマイリー小原
- 新婚の亭主：桜井センリ
- 新婚の妻：中原早苗
- 大牢の鍵役：佐々木久男
- 大牢の中座：松崎真
- ザ・グレターズ：ザ・ドリフターズ（二役）

## 同時上映
『ザ・タイガース 世界はボクらを待っている』
- 脚本：田波靖男／監督：和田嘉訓／主演：ザ・タイガース／東宝・渡辺プロ作品

## ビデオソフト化・テレビ放送
- 2014年現在DVD化・BD化は行われていない。
- 1999年10月にチャンネルNECOで、他の「ドリフターズですよ！」シリーズと共に放送された[1]。
- 2009年4月に日本映画専門チャンネルで、他の「ドリフターズですよ！」シリーズと共に放送された（「特訓特訓また特訓」は未放送）。

## 参考資料
- キネマ旬報